# Premonição
Premonição é a sensação ou advertência antecipada do que vai acontecer, é sinônimo de pressentimento. É circunstância ou fato que deve ser tomado como aviso; presságio. A palavra é muito conhecida devido à literatura e aos filmes que a têm como tema principal, explorando a capacidade sobrenatural de se prever o futuro. O termo premonição ou sonhos premonitórios (sonhos de advertência ou aviso) é utilizado para designar a suposta ocorrência de avisos sobre acontecimentos futuros, frequentemente associados a fatos calamitosos em natureza. As informações são recebidas via experiência mediúnica individual (contato da consciência com a 4ª dimensão do mundo, uma dimensão não material, atemporal) ou através dos sonhos.

## Premoniçãono senso comum
Mesmo sendo uma informação "empírica", portanto factível de comprovação o fenômeno chega a ser visto com bons olhos pelas pessoas. Os indivíduos que afirmam ter tido premonições normalmente dizem que a experiência ocorreu durante um sonho. As experiências podem variar em natureza, com tendências a ser um forte sentimento ou convicção de que algo ocorrerá (sendo a forma mais branda de premonição) as visões mediúnicas sobre os acontecimentos estando em estado de plena vigília e plena consciência. Estas visões normalmente são imagens capazes de aflorarem quando o ser humano está num estado de choque consciencial.
No oriente, o livre acesso "para fora da condição temporal" pode ser conseguido pelos "yogues", acessando o que dizem ser os "registros akáshicos". É sabido que os autistas são capazes de executarem façanhas surpreendentes sem esforço aparente, apenas utilizando as habilidades mentais. Na sabedoria popular é comum dizer que: "se dormimos pensando em um problema frequentemente resulta em acordar com a solução". A mente humana está plena de informação, experiência e conhecimento a respeito do mundo. Se a mente é capaz de tal cálculo, então há provavelmente um meio de aumentar esta capacidade. A concentração durante um trabalho pode ser alcançada com eficiência caso seja possível excluir todos os pensamentos e ideias alheias ao assunto, incluindo chamados e advertências. O que é necessário é um estado de associação livre, onde a mente se concentre em um tema qualquer em particular, mas permanecendo livre para considerar ideias casuais. As poucas pessoas que informaram sobre os sonhos e experiências premonitórias relataram que as "premonições" ocorrem em intervalos de alguns meses, e que vêm a mente inesperadamente, de forma espontânea.

## Relatos
- Abraham Lincoln e o sonho profético (ou premonitório) a respeito de sua morte e enterro, que ele relatou tanto para o seu guarda-costas como para sua esposa, poucas horas antes do seu assassinato.
- O Titanic. Algumas pessoas disseram ter tido sonhos ruins ou com possíveis "avisos" de que algum acontecimento desastroso ocorreria durante a viagem.
- A Bíblia também relata fatos correlatos com Daniel (דניאל) que é um dos quatro profetas do cristianismo. A sua vida e Profecias estão incluídas na Bíblia no Livro de Daniel.
- Existe também um relato de "Júlio"[3], integrante do grupo Mamonas Assassinas, num vídeo amador, 12 horas antes da viagem, afirmou ter sonhado que o avião que ele viajaria com o grupo para eventos sofreria um acidente. Logo depois, o avião sofreu uma pane e todos do grupo morreram.[4]